# Orona
Orona est un atoll des îles Phœnix, appartenant à la république des Kiribati. Une tentative de colonisation était en cours depuis 2001 mais semble avoir échoué[réf. nécessaire]. Son ancien nom et variante reconnue par la constitution de 1979 est Hull.

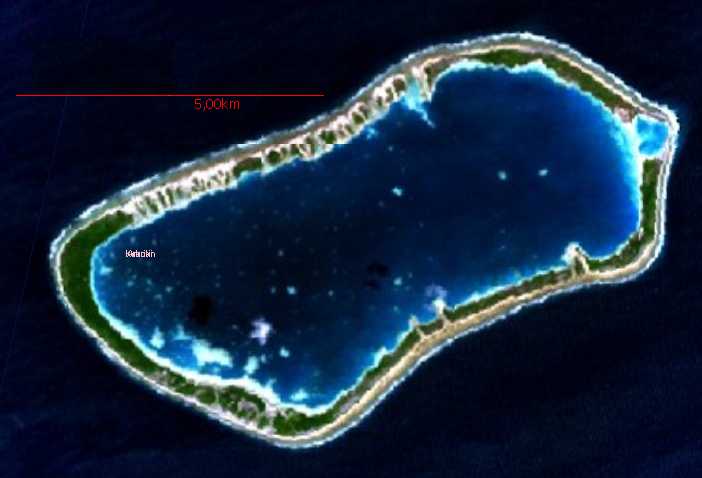
Image satellite d'Orona.